# Ocaria lita
Ocaria lita är en fjärilsart som beskrevs av Hayward 1950. Ocaria lita ingår i släktet Ocaria och familjen juvelvingar. Inga underarter finns listade i Catalogue of Life.